# Agaunum
Agaunum (łac. Acaunum) – starożytna kolonia rzymska nad Rodanem w pobliżu Jeziora Genewskiego, do połowy IV wieku Larnada, dzisiejsze miasto w Szwajcarii Saint-Maurice. 
Miejsce stało się sławne dzięki odkryciu zwłok męczenników chrześcijańskich z Legii Tebańskiej, żołnierzy św. Maurycego, których zdziesiątkowano podczas stacjonowania w Agaunum, w czasach panowania Dioklecjana (284-305) i Maksymiana (286-305).
Na pamiątkę tego wydarzenia biskup św. Teodor z Octodorum (369-391) postawił tu bazylikę. Około roku 450, w miejsce bazyliki stanął kościół, przy którym św. Zygmunt, król burgundzki (zm. 524) założył lub uposażył na nowo klasztor w 516 roku. 
W Agaunum odbyły się dwa sobory: w 526 i 888 roku.